# Базилюк, Александр Филимонович
Александр Филимонович Базилюк (укр. Олександр Філімонович Базилюк; 15 марта 1942, Чапаевск — 25 февраля 2012, Ялта) — украинский общественный и политический деятель, лидер Славянской партии.

## Биография
Александр Базилюк родился в городе Чапаевске Самарской области.
Отец, Базилюк Филимон Семёнович (1911—1992), — инженер-химик, родился в Житомирской губернии, село Велика Цвиля. Мать, Майорова Евдокия Леонтьевна (1917—1997) — уроженка Симбирской губернии.
Жил в Донецке с 1971 г. Окончил философский факультет Московского государственного университета им. М. В. Ломоносова, там же учился в аспирантуре (1966—1969) и в докторантуре (1987—1989). Доцент, кандидат философских наук, автор ряда книг и статей по социологии и социальной философии. Свыше четверти века преподавал в Донецком государственном университете.
C 1971 г. — доцент кафедры философии Донецкого государственного университета.
С 1974 г. — член КПСС.
В мае 1992 года создал Гражданский конгресс Украины, впоследствии переименованный в Славянскую партию. Староста «Конгресса русских организаций Украины» (с 1996 г.), один из создателей «Союза православных граждан Украины».
С июля 1995 г. по июль 1998 г. — член Совета соотечественников при Государственной думе России.
Выставлял свою кандидатуру на президентских выборах 1999 года (получил 0,14 % голосов) и 2004 года (0,03 %). Был делегатом Первого Северодонецкого съезда (ноябрь 2004 года).
На 18 съезде Славянской партии (апрель 2010) вышел в отставку по болезни и был избран «почётным председателем».
Автор монографии «Социальная философия неомарксизма» (1989).
Владел немецким, английским, итальянским и французским языками.
Жена Базилюк (Косенок) Светлана Сергеевна, филолог, преподаватель английского и французского языков. Дети — Павел, Ксения, Анастасия и Александра.
Скончался 25 февраля 2012 года после тяжёлой и продолжительной болезни.